# Henry Kistemaeckers fils
Henry Hubert Alexandre Kistemaeckers fils, né le 13 octobre 1872 à Floreffe et mort le 21 janvier 1938 à Paris, est un romancier et auteur dramatique belge, naturalisé français en 1900. Il a utilisé parfois le pseudonyme Kist. Il était le fils de l'éditeur belge Henry Kistemaeckers père.

## Biographie
Après avoir fait ses études à l'Athénée royal et à l'université de Bruxelles, il obtient en 1889 une licence de lettres auprès du Jury central de Belgique.
La même année, il se rend à Namur pour y fonder la Lutte, journal libéral, où il donne, pendant deux ans, une chronique quotidienne sur l'art, la politique, les mœurs, etc. Il se marie avec Julie Carvès (1869-1936), divorcée, fille du capitaine de frégate Raymond Carvès, tué à l'ennemi en 1870, à l'âge de 35 ans, au fort de Montrouge. Ils auront une fille prénommée Jeanne, qui n'aura pas de descendant.
Il fait jouer ses premières pièces en Belgique, tout d'abord à Namur, puis à Bruxelles au théâtre royal du Parc. Il réserve ensuite les premières de ses pièces aux théâtres parisiens, le théâtre de Paris, le théâtre du Vaudeville, le théâtre de la Porte-Saint-Martin, la Comédie-Française, etc.
Il se fait naturaliser français en 1900. Il est élu secrétaire de la société des auteurs et compositeurs dramatiques de 1915 à 1915, vice-président de 1920 à 1923, puis président de 1932 à 1935.
Il était commandeur de la Légion d'honneur et croix de guerre. Il est enterré au cimetière de Passy, dans la 7e division, à Paris.

### Romans
- Lit de Cabot, peinture des mœurs du théâtre, ayant fait l'objet d'une critique de Francisque Sarcey dans la Revue illustrée, (1891)
- Mon Amant !
- Par les Femmes
- Les Amants romanesques
- L'Évolution sentimentale, roman en trois volumes (1892, 1893, 1898)
- L'Amour à nu, recueil de nouvelles (1893)
- Chères pécheresses, vingt types féminins pris sur le vif (1893)
- Confidences de femmes, chroniques sous forme épistolaires, parues tout d'abord dans le Gil Blas sous le pseudonyme de Jannine, (1894)
- La Confession d'un autre enfant du siècle (1895)
- Mandolinettes parisiennes, poésies (1895)
- L'Illégitime, roman d'une femme, succès de presse ayant dépassé les 20 000 exemplaires[3] (1896)
- Lueurs d'Orient, récits de voyage, publié aux éditions Ernest Flammarion, Paris, 1896
- Les Heures suprêmes, recueil de nouvelles, (1897)
- Trilogie passionnelle : Mon amant ! (1892), Par les femmes (1893), Les Amants romanesques (1898)
- La Femme inconnue (1898)
- Les Heures suprêmes
- Le Frisson du passé (1900)
- La Dame et le demi-monsieur (1901)
- Volupté d'Aventure (la femme inconnue) (1901) avec illustrations de Foäche.
- Le Marchand de bonheur (1902)
- Le Relais galant (1903)
- L'Apprentissage de Lord Will (1904)
- Will, Trimm & Co, roman comique de l'automobilisme, coll. « Bibliothèque-Charpentier », Fasquelle, 1906
- Les Mystérieuses (1907)
- Monsieur Dupont chauffeur, nouveau roman comique de l'automobilisme, coll. « Bibliothèque-Charpentier », Fasquelle, 1908
- Lord Will, aviateur (1909)
- Aéropolis, roman comique de la vie aérienne, Fasquelle, 1909 -
- Contes et nouvelles, roman en deux volumes
- Crépuscule d'amour, roman
- Le Roman de volupté

### Théâtre

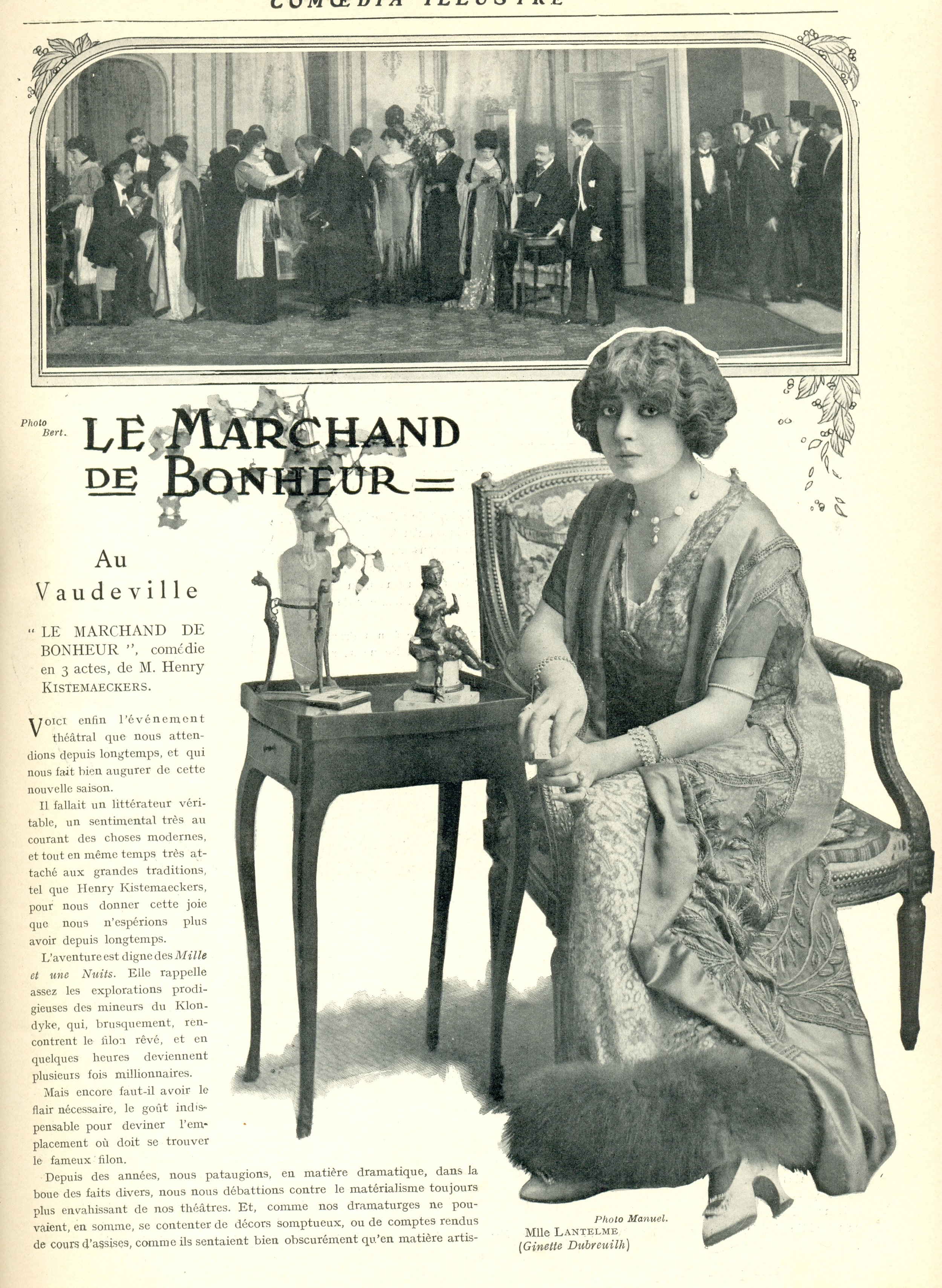
Critique de la pièce Le Marchand de bonheur dans Comœdia illustré en novembre 1910

- Pierrot amoureux, pièce en un acte et en vers, représentée pour la première fois à Namur, au théâtre royal de Namur le 15 février 1891, représentée pour la première fois à Bruxelles, au théâtre Molière le 19 mars 1891, éditeur Henry Kistemaeckers, Bruxelles, 1891
- Idylle nocturne, pièce en un acte, en argot et en vers libres, représentée pour la première fois à Bruxelles au théâtre royal du Parc le 20 octobre 1891, éditeur Henry Kistemaeckers père, Bruxelles, 1891
- Morale du siècle, comédie en un acte et en vers libres, représentée pour la première fois à Bruxelles sur le théâtre royal du Parc, le 27 avril 1892, éditeur Henry Kistemaeckers, Bruxelles, 1892
- L'Amour en jaune, comédie en trois actes, représentée pour la première fois à Bruxelles au théâtre royal du Parc (1893)
- Accroche-cœurs, pièce en un acte et en vers, représentée pour la première fois à Paris, sur le Nouveau-Théâtre (1893)
- Le Ménage Quinquet, comédie en deux actes, représentée pour la première fois à Paris, sur le Nouveau-Théâtre (1893)
- Marthe, pièce en quatre actes, représentée pour la première fois à Paris, sur le Nouveau-Théâtre, le 28 mars 1899, publiée aux éditions Charpentier et Fasquelle, Paris, 1911
- Dent pour dent !..., comédie en un acte, représentée pour la première fois à Paris, sur le Nouveau-Théâtre, le 12 avril 1899, reprise au théâtre des Capucines le 10 mars 1900, publiée aux éditions Charpentier et Fasquelle, Paris, 1905
- La Blessure, pièce en cinq actes, représentée pour la première fois à Paris, sur le théâtre de l'Athénée, le 11 décembre 1900, et reprise pour la première fois à Bruxelles, sur le théâtre royal du Parc, le 13 décembre 1909, publiée aux éditions Charpentier et Fasquelle, Paris, 1905
- Œdipe... voit !, comédie farce en un acte, représentée pour la première fois à Paris, sur le théâtre des Capucines le 12 février 1901, publiée aux éditions Charpentier et Fasquelle, Paris, 1905
- Le Premier Client, comédie en un acte, représentée pour la première fois à Bruxelles, sur le théâtre royal du Parc, le 6 mai 1901, reprise à Paris au théâtre des Capucines le 27 décembre 1901, publiée aux éditions Charpentier et Fasquelle, Paris, 1911
- L'Instinct, pièce en trois actes, représentée pour la première fois à Paris, au théâtre Molière, le 17 janvier 1905, publiée aux éditions Charpentier et Fasquelle, Paris, 1905
- La Rivale, comédie en quatre actes, en collaboration avec Eugène Delard, représentée la première fois à Paris au Théâtre-Français le 13 juin 1907[7]
- Le Marchand de bonheur, comédie en trois actes, représentée pour la première fois à Paris, sur le théâtre du Vaudeville le 15 octobre 1910, publiée aux éditions Charpentier et Fasquelle, Paris, 1911
- Le Roi des palaces, représentée pour la première fois à Paris au théâtre de Paris avec Armande Cassive le 12 avril 1911
- La Flambée, pièce en trois actes, représentée pour la première fois à Paris sur le théâtre de la Porte-Saint-Martin avec Marthe Brandès le 7 décembre 1911, reprise en 1924 au théâtre de Paris avec Raimu, portée au cinéma sous le titre français d'Amour et Jalousie (VO : La Fiammata), un film d'Alessandro Blasetti de 1952.
- L'Embuscade, pièce en quatre actes, représentée pour la première fois à Paris au Théâtre-Français le 10 février 1913[8]
- L'Exilée, représentée pour la première fois à Paris, sur le théâtre des Champs-Élysées le 3 avril 1913
- L'Occident, pièce en trois actes en collaboration avec Gaston Sorbets, représentée pour la première fois à Paris au théâtre de la Renaissance le 4 novembre 1913
- La Belle Visite, comédie en un acte, représentée la première fois à Paris au Théâtre-Français le 4 mars 1916[9]
- Un soir au front..., pièce en trois actes, représentée pour la première fois à Paris au théâtre de la Porte-Saint-Martin le 26 février 1918[10]
- La Passante, pièce en trois actes, représentée pour la première fois à Paris au théâtre de Paris le 23 septembre 1921
- L'Esclave errante, pièce en trois actes et six tableaux, représentée pour la première fois à Paris au théâtre de Paris le 5 octobre 1923 avec Véra Sergine[11]
- L'Amour, pièce en quatre actes, représentée pour la première fois à Paris sur le théâtre de la Porte-Saint-Martin le 7 octobre 1924[12]
- Plein aux as de Mouézy-Eon et A. Fontanes, comédie en quatre actes d'après Kistemaeckers, représentée pour la première fois à Paris au théâtre de l'Ambigu le 2 octobre 1926[13]
- La Nuit est à nous, pièce en trois actes et quatre tableaux, représentée pour la première fois à Paris au théâtre de Paris le 22 octobre 1925[14], reprise dans ce même théâtre avec Raimu et Véra Sergine le 21 octobre 1926
- Déodat, comédie en trois actes, représentée la première fois à Paris au théâtre Édouard VII le 20 mars 1931[15]
- L'Aryenne, pièce en trois actes
- Le Coup des bibelots, pièce en un acte

## Sources
- Pierre Larousse, Larousse universel en deux volumes, t. 2, Paris, 1922, Tome I page 1269
- Qui êtes-vous ? : Annuaire des contemporains, notices biographiques, Paris, Ehret, G. Ruffy, 1924, 840 p., p. 417
- C. E. Curinier, Dictionnaire national des contemporains, t. 5, Paris, Office général d'édition, 1914, 1972 p., tome 2, pages 193 et 194